# Hector Berlioz
Louis Hector Berlioz (La Côte-Saint-André, Isèra, 11 de desembre de 1803 – París, 8 de març de 1869) fou un compositor francès del Romanticisme. La seva obra més coneguda és la Simfonia fantàstica, estrenada el 1830. És considerat el primer músic romàntic de França i el creador de la instrumentació moderna. Amb el Grand traité de l'instrumentation et d'orchestration modernes (1842-43) influí sobre les generacions posteriors, i especialment sobre els músics russos del Grup dels Cinc. La música de Berlioz és un paradigma entre les de la seva època. Amant de Gluck i Spontini, la seva música s'allunya de la pràctica habitual en la música francesa del seu temps, i s'arrela més a la música romàntica alemanya del mateix període.
La música i la vida de Berlioz encarnen els ideals romàntics més que qualsevol altre compositor, excepte Liszt. La seva original imaginació, les seves concepcions grandioses i la seva extraordinària qualitat per orquestrar aportaren un nou color a la música. Berlioz, el primer gran compositor que no era intèrpret, es va convertir en un dels primers directors moderns, i en un crític perspicaç.
A part de la Simfonia fantàstica, les obres de Berlioz es van escoltar molt poc fins a la dècada de 1880, quan a França es van recuperar com a antídot contra Wagner. A partir de 1960 es va escoltar molt la seva música, tot i que les dificultats logístiques encara impedeixen la interpretació normal d'algunes de les seves obres.

## Biografia
Berlioz va néixer a França a La Côte-Saint-André, entre Lió i Grenoble. Va ser el segon dels sis fills -i el primer nen- del matrimoni format per un metge culte i respectable, i la filla d'un ric advocat i propietari rural. Després de completar els estudis a Grenoble per obtenir el batxillerat
de lletres i alternar-los amb una formació musical eminentment pràctica -va aprendre a tocar la flauta, la guitarra i fins i tot el tambor-, va marxar el 1821 a París amb la intenció primera d'estudiar medicina, ciència per la qual no sentia la menor vocació. Berlioz va quedar horroritzat pel procés de dissecció i malgrat la desaprovació del seu pare, va abandonar la carrera per a estudiar música. Va assistir al Conservatori de París, on va estudiar composició i òpera.

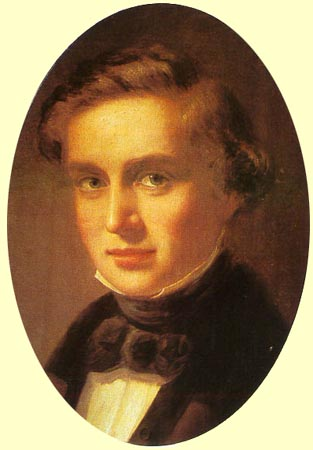
Berlioz adolescent

Però hi va haver un altre fet que el va fer acabar de decidir a ser músic i només músic: l'audició d'Iphigénie en Tauride, de Gluck. Les relacions amb la seva família es van refredar per aquesta causa -el seu pare li va retirar la pensió diverses vegades per tornar a concedir-li-la d'altres tantes-, el que no li va impedir ampliar estudis musicals al Conservatori, amb Jean-François Lesueur, i emprendre les primeres composicions: la cantata El cavall àrab, l'òpera Estela i una escena sobre Beverley, de Saurin. Així mateix, el 10 de juliol de 1825 va estrenar a l'església de San Roc una estrepitosa Missa que va obtenir èxit de públic i crítica.
El seu pare el va autoritzar a seguir la carrera musical a condició que es preparés i es presentés al Premi de Roma, cobejat guardó acadèmic que assegurava una beca a Itàlia. Durant cinc anys consecutius, a partir de 1826, Berlioz va gastar les seves forces en aquest empenyorament del qual ha sobreviscut la bella cantata amb què va obtenir el segon lloc en el concurs de 1829, La mort de Cleopatra. Es va anar presentant al premi fins que el va aconseguir a la fi el 1830 amb el drama líric Sardanápalo.

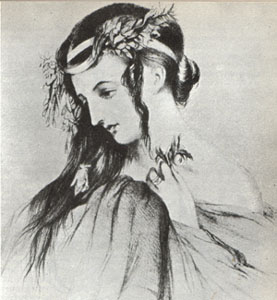
Harriet Smithson en el personatge shakespearià d'Ofèlia

Mentre, s'havien succeït fets importants en la seva vida: va treballar com a corista al teatre Novetats, va cremar el 1827 totes les seves composicions -a excepció del «Ressurrexít» de la Missa- i, l'11 de setembre d'aquell any, va presenciar l'actuació de l'actriu irlandesa Harriet Smithson en els personatges shakespearians d'Ofèlia i Julieta. Als 23 anys va començar el seu amor (no correspost) cap a aquesta actriu irlandesa. A Smithson les cartes de Berlioz li van semblar tan exageradament apassionades que el va rebutjar per complet. No obstant això va ser la musa inspiradora de la simfonia que Berlioz estava preparant en aquesta època. Era la Simfonia fantàstica, estrenada el 5 de desembre de 1830 amb enorme èxit.
El 1828 va escoltar a Habeneck al capdavant de l'Orquestra del Conservatori en els primers intents d'introduir les simfonies de Beethoven a París, que li causà una extraordinària commoció. No menys significatiu va ser el seu descobriment del Faust de Goethe, sobre el tema del qual va compondre Vuit escenes que serien l'embrió de la magnífica llegenda dramàtica La Damnation de Faust, conclosa el 1846. També va compondre l'obertura de Waverley i va iniciar una òpera sobre Les Francs-juges, de la que ha sobreviscut l'obertura.

### El moviment romàntic

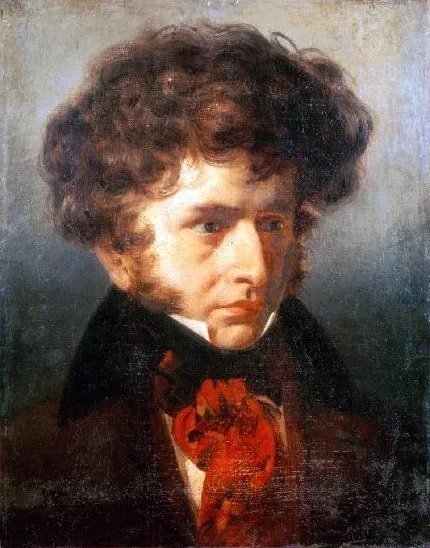
Retrat de Berlioz per Signol, 1832

Ràpidament es va sentir identificat amb el moviment romàntic francès. Entre els seus amics estaven els escriptors Alexandre Dumas, Victor Hugo i Honoré de Balzac. Més tard, Théophile Gautier escriuria:
Em sembla que Hector Berlioz, amb Hugo i Delacroix, formen la Santíssima Trinitat de l'art romàntic.
Es diu que Berlioz havia estat un romàntic innat, que experimentava intenses emocions des de la més tendra infància, per exemple quan llegia passatges de Virgili, i més tard en una sèrie d'aventures amoroses.
Berlioz es va unir sentimentalment a Marie Moke. Però aquest amor fou estroncat per la mare de la noia quan la va casar amb el pianista i fabricant de pianos Ignaz Pleyel.
Als vint-i-set anys, Berlioz era famós a la capital del món; la seva carrera s'anunciava triomfal. Però havia de complir el compromís del Premi de Roma, ciutat en què va viure des del mes de març de 1831 fins al maig de 1832. A Itàlia va ampliar el seu catàleg amb les obertures El rei Lear i Rob-Roy i el monodrama Lelio, concebut com a segona part de la Simfonia fantàstica. En aquests quinze mesos també va recollir inspiració per a Harold a Itàlia (1834) i l'obertura El carnaval romà (1844). Tanmateix, el període italià de la seva vida va interrompre la línia ascendent dels seus triomfs i, quan va tornar a l'anhelat París, la seva existència va entrar en la tensió èxit-fracàs que la caracteritzaria fins al final.

### Tornada a París i primer matrimoni

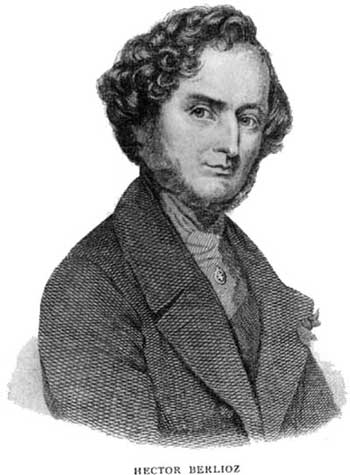
Berlioz jove

La recepció que París va tributar a Berlioz no va poder ser més falaguera. El 9 de desembre de 1832 va obtenir un altre sensacional èxit amb la Simfonia fantàstica i Lelio. Però si bé l'estrena de Harold a Itàlia havia sigut molt celebrada, el 1838 la representació de l'òpera Benvenuto Cellini al Théâtre de l'Opéra va sofrir un revés gairebé definitiu en passar desapercebuda. Berlioz acumulava deutes i enemics.
D'altra banda, el seu matrimoni s'havia convertit en un infern. Harriet havia sofert un accident i el turmentava amb terribles escenes mentre s'enfonsava en la dipsomania.

### El Rèquiem
Llavors rebé l'encàrrec d'escriure un Rèquiem commemoratiu de la mort del mariscal Mortier, ocorreguda en l'atemptat de juliol de 1835 contra el rei Lluís Felip que s'estrenà el 5 de desembre de 1837.
Mentre que a través d'Europa, era considerat com un heroi romàntic, continuava sent un enemic a París, on la música era abans de tot assumpte de política i de poder, d'aliances i de traïcions. Així, quan va obtenir un contracte del ministeri de les belles arts per a una missa de morts, els partidaris del director del Conservatori, Cherubini, van intentar (en va) fer fracassar el contracte. Però després que va haver acabat l'obra (en l'espai de tres mesos), que els arranjaments van estar llestos per a la seva representació, el ministeri va anul·lar, sense explicació, el concert.
El Rèquiem es va poder estrenar, tanmateix, gràcies al concurs d'amics ben situats, el desembre de 1837 a la Capella dels Invàlids, decorada de milers d'espelmes, i en presència de la família reial, del cos diplomàtic i de tota la societat parisenca; Berlioz havia obtingut 190 instrumentistes, 210 coristes, quatre conjunts de metall col·locats a les cantonades de la capella, així com setze timbals.
El Rèquiem li va comportar una aclamació immensa de part dels crítics així com de part del públic.

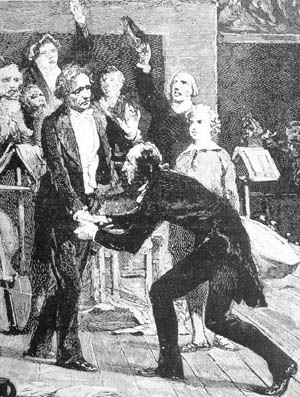
Paganini li expressa la seva admiració i li lliura un xec per valor de vint mil francs

Després del fracàs de Benvenuto Cellini, Berlioz es va refer amb una sèrie de concerts, als quals va assistir Paganini. El 18 de desembre de 1838 va rebre una carta d'aquest que començava així: «Mort Beethoven, només Berlioz el pot fer reviure.» La carta anava acompanyada, «en senyal d'homenatge», d'un xec per valor de vint mil francs. La generositat de Paganini ha estat posada en dubte, ja que es tractava d'un home amb fama d'avar. Però el cert és que amb aquesta important quantitat, provingués de Paganini o d'un ocult mecenes que utilitzés la mediació del famós violinista, Berlioz va poder consagrar-se a la composició de la seva simfonia dramàtica Romeu i Julieta.
S'estrenà al Conservatori de París el 24 de novembre de 1839, i va marcar el moment de màxim prestigi de l'autor en la vida musical parisenca. El 1840, va escriure la Simfonia fúnebre i triomfal, originalment concebuda per a gran banda militar, amb què va tancar el cicle de la seva producció simfònica. També va posar fi als seus anys d'abnegació matrimonial: es va separar de la seva esposa Harriet i va abandonar París.

### Primera gira europea
El 1842 va començar una relació amb la que seria la seva segona esposa: Marie Recio, atractiva cantant d'escàs talent. Junts van emprendre una sèrie de viatges per Bèlgica i Alemanya donant concerts allà on es presentava l'ocasió. Berlioz perseguia la difusió de les seves obres, en tant que Marie buscava el seu èxit com a cantant. Frankfurt, Leipzig, Dresden, Braunschweig i Berlín es van rendir al geni del compositor.
Van tornar a París, però aviat van reprendre els viatges entre novembre de 1845 i abril de 1846 a Àustria, Bohèmia i Hongria. Durant el viatge triomfal, Berlioz va compondre La Damnation de Faust. Tanmateix, quan aquesta esplèndida llegenda dramàtica es va estrenar el 6 de desembre de 1846, París va tornar a amargar el compositor. Als seus quaranta-tres anys, Berlioz estava seriosament endeutat.

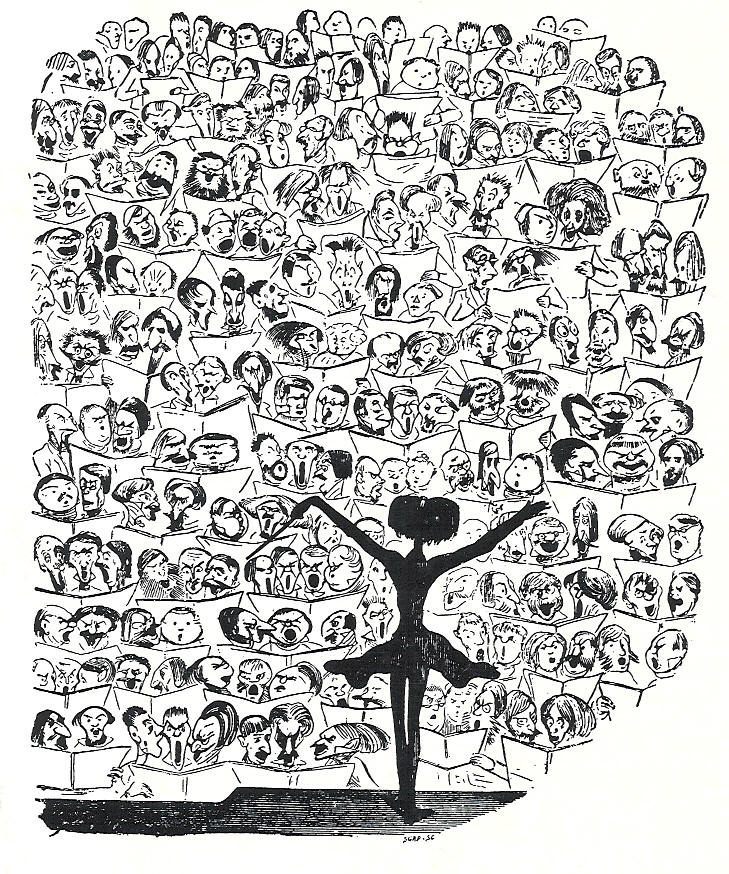
Berlioz dirigint de Gustave Doré, publicat en una revista còmica el 27 de juny de 1850

Potser fugint dels seus creditors va emprendre una llarga gira per Rússia, seguida per una estada a Londres. Els èxits musicals i financers no el van ajudar a superar la crisi moral que passava. A l'estiu de 1848 va morir el seu pare. Amb el pensament posat en aquest esdeveniment, va escriure l'enigmàtica Marxa fúnebre per a l'última escena de Hamlet, que quatre anys més tard va publicar conjuntament amb La mort d'Ofèlia i Meditació religiosa, tríptic que va denominar Tristia.
Va assistir a l'ascensió de Napoleó III i a la proclamació del Segon Imperi (1852), i va
intentar jugar fort en la coronació, per a la qual va escriure el Te Deum, però l'obra no s'estrenaria fins al 1855.

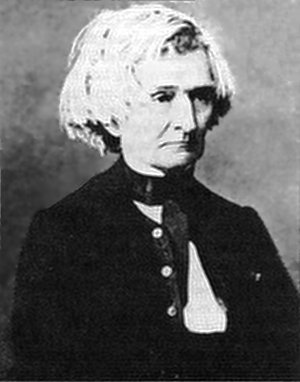
Última fotografia feta a Hector Berlioz el 1868

El 1854 es casa amb Marie Recio després de conèixer la mort de Harriet. Entretant havia conclòs la trilogia sacra La infantesa de Crist, la seva producció més delicada, que li va proporcionar un altre triomf. Nous viatges a Baden-Baden i a Weimar van revifar la seva amistat amb Liszt i li van fer concebre la idea d'una vasta epopeia sobre L'Eneida -Virgili era un dels seus autors favorits- que pogués ser una resposta al repte dramàtic de les primeres obres mestres del seu rival Richard Wagner. Berlioz havia posat la primera pedra del més ambiciós projecte de la seva vida, Les Troyens.

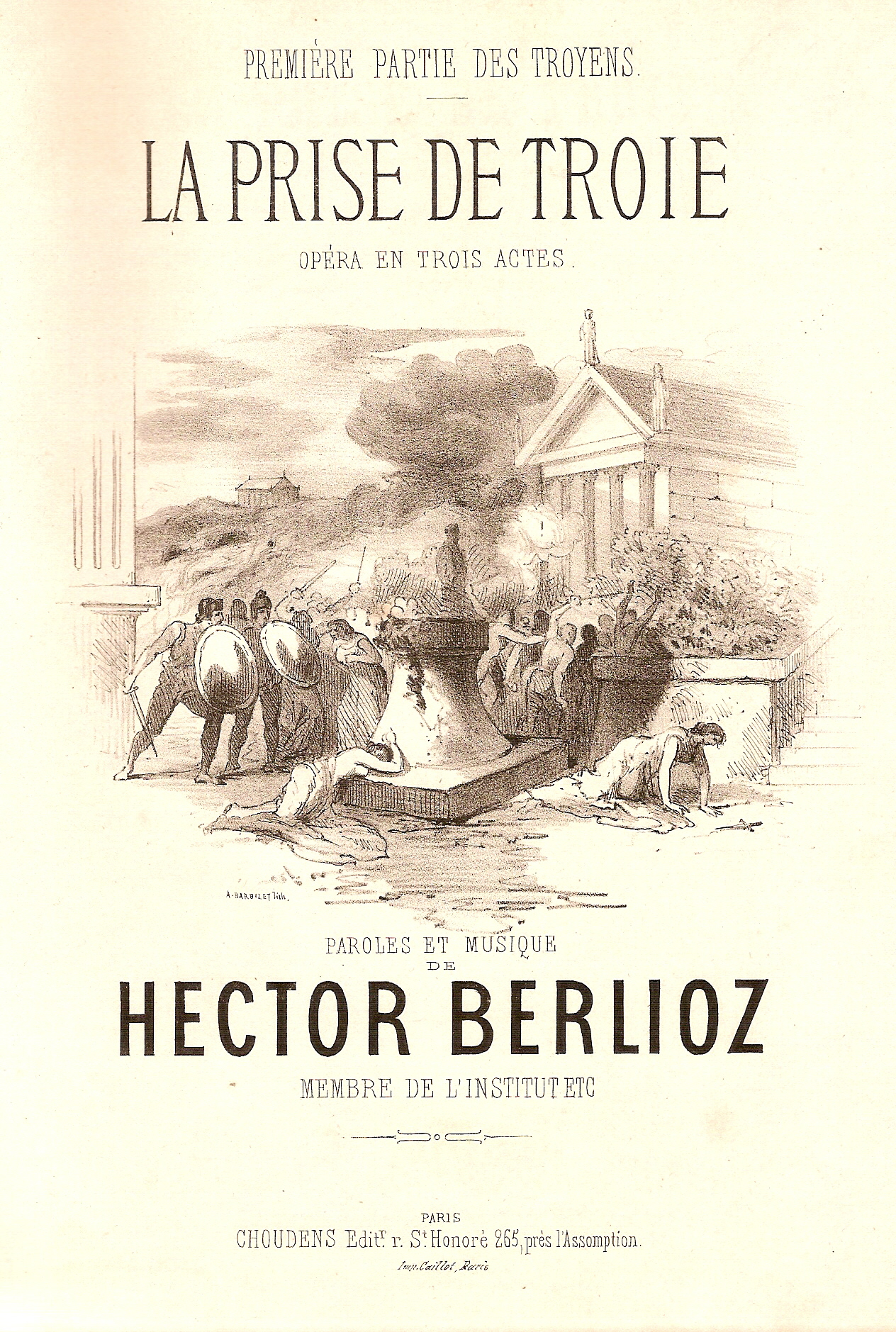
Portada de la versió de Les Troyens estrenada l'any 1863. Berlioz mai no pogué fer representar sencera la seva obra mestra

Berlioz va retornar a les seves fonts d'inspiració, Virgili i Shakespeare, va escriure un bonic llibret i va compondre una de les partitures més complexes de la història lírica. La va concloure el 7 d'abril de 1858 i va iniciar un llarg calvari per estrenar-la. No va ser fins al 4 de novembre de 1863 quan s'estrenà un esborrany de l'enorme producció, que agrupava els tres últims actes molt mutilats. Per a aquestes representacions va escriure les seves dues últimes partitures, un «Preludi» i la «Marxa troiana». Malalt, no va poder assistir a cap de les vint-i-una funcions. El comiat anava a ser definitiu i amarg. La versió de Les Troyens no va constituir un fracàs, però va quedar clar que la seva carrera operística havia conclòs.
El 9 d'agost de 1862 havia estrenat a Baden-Baden la seva única òpera còmica, Béatrice et Bénédict. L'èxit d'aquella ocasió, repetit a Weimar el 1863, no va alleugerir la desesperança de veure esfumar-se els seus últims somnis en caure el teló sobre la història de Dido i Enees.

### La solitud de Berlioz

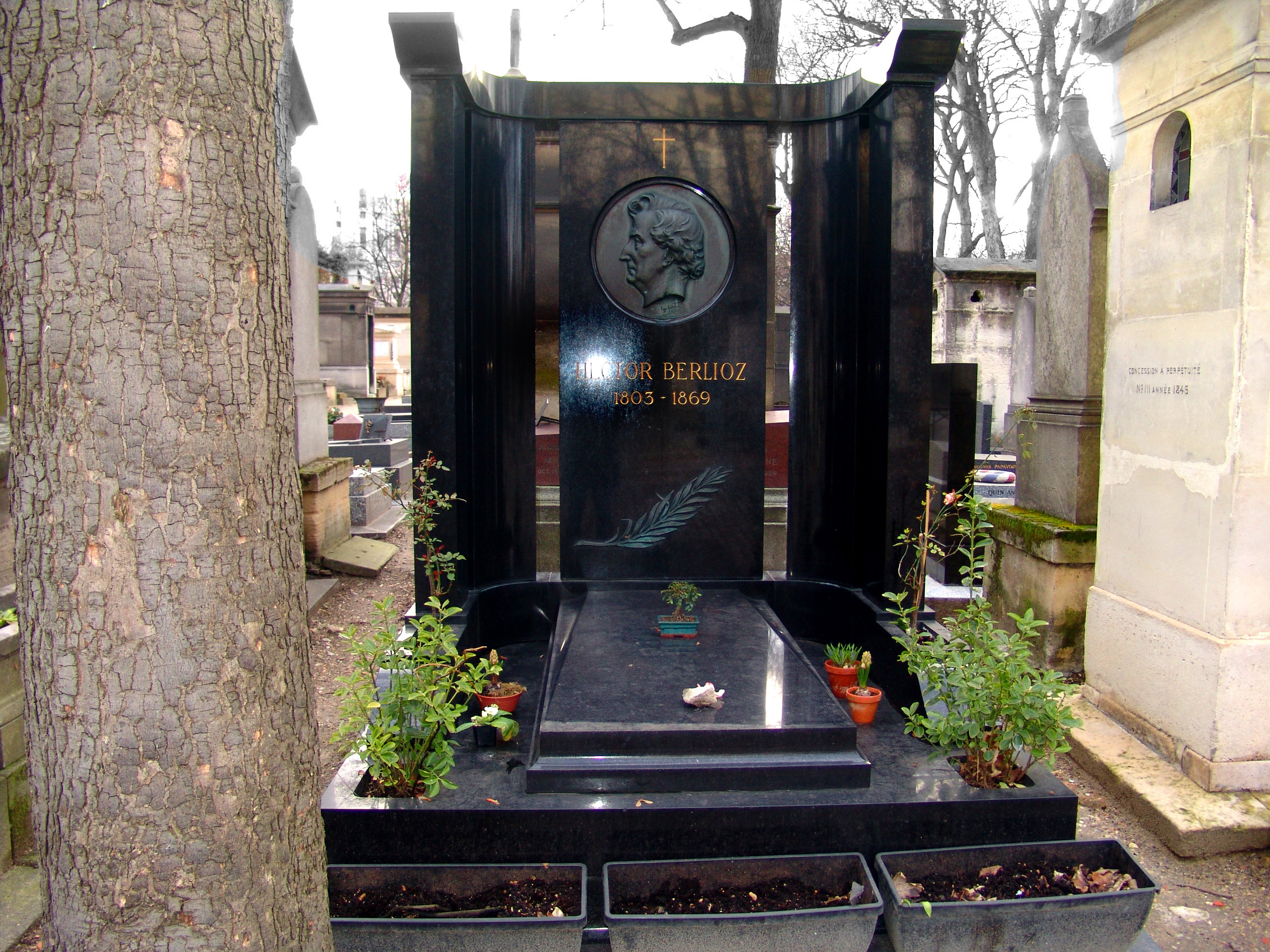
Tomba de Berlioz al cementiri de Montmartre

A partir d'aquí comença el calvari fins a la seva mort -Marie Recio va morir el 1862. A l'any següent, Berlioz no va aconseguir el nomenament de director del Conservatori de París al qual aspirava. El 1864 va intentar casar-se amb Estelle Ouboeuf, el seu primer amor d'adolescent. El 15 de juny de 1867 va morir el seu fill Louis a l'Havana. Malalt i esgotat, encara va donar concerts a Àustria, Alemanya i Rússia. Però feia temps que havia deixat de lluitar i, en conseqüència, de compondre. Va morir el 8 de març de 1869, cinc dies després de la presentació del Faust de Gounod a l'Òpera de París, el teatre que va viure el fracàs de Benvenuto Cellini i es va negar a acceptar Les Troyens. Va ser enterrat tres dies més tard, a Montmartre, amb les seves dues esposes, Harriet Smithson i Marie Recio.

## Treballs literaris
El seu assaig pedagògic El tractat de la instrumentació i l'orquestació moderna, va establir la seva reputació com mestre de la instrumentació.
Mahler i Strauss van estudiar detingudament aquest tractat i també va servir com a model per al llibre de Nikolai Rimski-Kórsakov, qui va assistir com estudiant de música als concerts que Berlioz va conduir a Moscou i Sant Petersburg. El crític Norman Lebrecht va escriure:
Abans de les visites de Berlioz, pràcticament no existia música acadèmica russa. El seu va ser el paradigma que va inspirar aquest gènere. Txaikovski, per a la seva Tercera simfonia, "va prendre" de la Simfonia fantàstica com si d'una botiga de llaminadures es tractés. Modest Mússorgski va morir amb una còpia del tractat de Berlioz al seu llit.

## Ressorgiment
Durant els anys seixanta i setanta hi va haver un interès renovat per la música de Berlioz degut, en part, als esforços del director d'orquestra anglès Colin Davis, el qual va gravar la seva obra sencera, traient a la llum moltes de les obres menys conegudes de Berlioz. L'enregistrament de Davies de Les Troyens va ser el primer enregistrament complet d'aquesta obra. Malgrat que Berlioz mai la va escoltar completa en tota la seva vida, en l'actualitat és reviscuda periòdicament.
No obstant Berlioz segueix sent un profeta oblidat per la seva pàtria. Amb motiu del bicentenari del naixement de Berlioz (2003), hi va haver una proposta de dur les seves restes al panteó francès, però el president Jacques Chirac s'hi va oposar, generant una disputa política sobre el dret de Berlioz a figurar entre les glòries màximes de França, en comparació de figures com André Malraux, Jean Jaurès i Alexandre Dumas.

## Obra

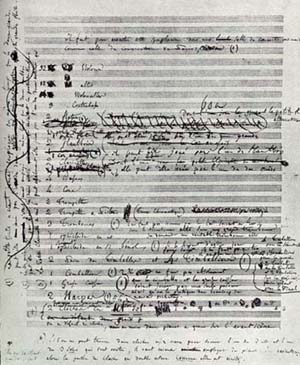
Primera pàgina manuscrita de la Simfonia fantàstica

Berlioz, que no va destacar tocant cap instrument, va fer de l'orquestra el seu. Evitava la popularitat de les obres de cambra i els solos, i expressava la seva personalitat en les formes orquestrals, òperes i corals dramàtiques i èpiques. Les seves obres difuminaven els límits del formal amb la incorporació d'elements programàtics, com en la simfonia coral per a òpera Roméo et Juliette i el concert simfònic Harold a Itàlia.
Més revolucionària era la seva forma d'orquestrar, ja que no temia usar sons potents i instruments de recent invenció, o ressituar els intèrprets a la sala, fins i tot fora de l'escenari. Era capaç de donar un colorit més subtil, però també més resplendent, del qual mai es podia haver imaginat.
Les seves melodies cauen amb naturalitat, evitant el ritme regular i l'estilitzada ornamentació de la música italiana, mentre que la seva harmonia pren dissonàncies sorprenents per a finals dramàtics. Com va escriure en les seves memòries, «les característiques que regeixen la meva música són l'expressió apassionada, l'ardor intens, l'animació rítmica i els girs inesperats».

### Aportacions de Berlioz
Moltes són les aportacions musicals de Berlioz: utilització imaginativa de la forma musical típica del liberalisme, la «fantasia»; muntatge seqüencial de les parts d'una obra, amb recursos característics que després s'utilitzarien en la tècnica cinematogràfica, especialment el flaix back (records, somnis, passions); disposició espacial dels focus d'emissió musical, a la recerca d'un cosmos de sons procedents de tots els punts de l'esfera; inventiva tímbrica i gran riquesa en l'ús de les famílies instrumentals, amb àmplia gamma dinàmica i colorística; estil cerimonial, per al qual va inventar tot un ritual per la seva personal litúrgia.
Amb tot, l'element estructural de la seva música més conegut és la «ídea fixa» -una melodia, un nucli d'intervals-, que actua com a motiu recurrent al llarg de la composició. La «idea fixa» pressuposa l'acceptació de la forma sonata, ja que equival al tema o motiu en la música clàssica; però la variació a què aquest tema és sotmès no és l'estrictament musical, sinó aquesta altra «variació psicològica» que alguns autors consideren emparentada amb la «variació orgànica» de Franz Liszt. La idea fixa ha estat comparada amb el leitmotiv wagnerià, quan en realitat són elements estructurals diferents. No solament aportà a la música les seves composicions, sinó que també donà a conèixer en els seus concerts, a músics joves ajudant a divulgar les seves partitures, com per exemple el compositor austríac Gustav Satter i d'altres que després agafaren fama.

### Una obra menyspreada a França

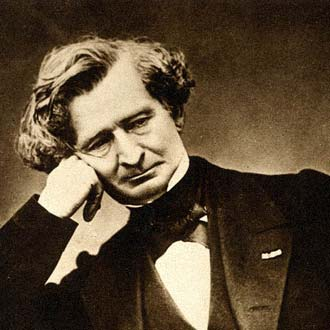
Berlioz fotografiat per Pierre Petit el 1863 (detall)

Per a Berlioz, París va ser una tomba en vida. Les glòries napoleòniques van degenerar en la mascarada del Segon Imperi i el desastre de Sedan. França es dirigia a la crisi de 1870 i Berlioz navegava contra corrent. Per la seva formació i mitjans es va consagrar gairebé exclusivament a la música orquestral; res no va deixar en els dominis de la música instrumental i de cambra. El cant apareix repetidament a la seva obra, però no amb la primacia de l'italianisme imperant en el seu temps, sinó amb el significat humanista i instrumental de la
Novena Simfonia de Beethoven.
Berlioz va voler crear un públic parisenc com el que s'estava formant a Alemanya, però aquest públic, que el va aclamar en esglésies i sales de concerts i que es va embriagar amb les seves bogeries sonores, va sentir por de la seva imaginació i li va vedar l'accés a l'òpera. Per a la gran societat parisenca, l'autor de Les Troyens va ser fins al final un parvenu que no podia ocultar el component desestabilitzador del seu caràcter: prova d'això, el seu insensat
matrimoni amb Harriet Smithson i la seva «indecorosa» relació amb Marie Recio.
Irreductible a tota escola, la música de Berlioz és d'una gran originalitat. Tanmateix, malgrat els èxits considerables aconseguits a l'estranger, la seva obra ha continuat sent durant molt de temps desconeguda, fins i tot menyspreada, al seu propi país, si no tenim en compte certs extractes de La Damnation de Faust i és clar la Simfonia fantàstica.
Va ser tanmateix rebuda amb afecte a Alemanya, des de les primeres representacions de Les Troyens per Félix Mottl al final del segle xix fins a Rafael Kubelík que va ser l'artesà de la seva resurrecció en els anys 1960. Des de llavors, els alemanys han sabut organitzar a casa seva congressos sobre Berlioz, per exemple a Essen-Werden el juny de 2003, sota la iniciativa d'Hermann Hofer i Matthias Brzoska. Aquests últims anys, Les Troyens i Benvenuto Cellini han entrat en el repertori habitual de Dresden, Leipzig, Mannheim, Hamburg, Dortmund, Düsseldorf i Gelsenkirchen.
A França, sota la direcció de Sergé Baudo, Lió va acollir durant aproximadament deu anys el festival internacional Hector Berlioz. El Festival Berlioz prossegueix d'ara endavant a La Côte Saint-André (Isère), la seva ciutat natal. Igualment, Les Troyens va ser l'obra lírica representada en el moment de la inauguració de l'Opéra Bastille a París el març de 1990.

### Obres

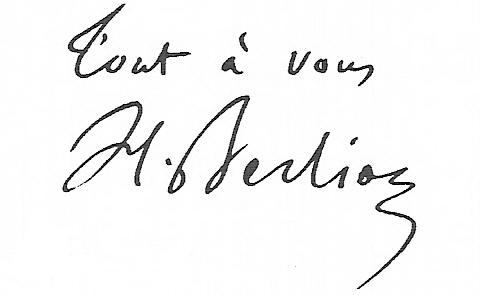
Signatura de Berlioz

El conjunt de la producció de Berlioz no és fàcilment classificable. Certament, es reconeixen les òperes i ja no amb tanta precisió les cançons. Però si es vol parlar de música orquestral, cal
destacar de seguida que la veu humana hi participa molt freqüentment. Si es pretén delimitar un apartat dedicat a la música vocal i coral, la importància de les parts instrumentals dilueix de vegades els contorns de l'epígraf. El catàleg complet fou establert per D. Kern Holoman.

#### Música simfònica
- 1830: Symphonie fantastique, « Episodis de la vida d'un artista », simfonia programàtica, op. 14
- 1834: Harold en Italie, simfonia concertant amb viola solista, op. 16
- 1839: Roméo et Juliette, simfonia dramàtica per a solistes, cor i orquestra, op. 17
- 1840: Grande Symphonie funèbre et triomphale, op. 15

#### Obertures
- 1828: Waverly, op. 1
- 1831: El rei Lear, op. 4
- 1831: Rob Roy
- 1843-1844: Le Carnaval romain, op. 9
- 1844: Le Corsaire, op. 21
- 1864: Marche troyenne

#### Música lírica[5]
- 1823: Estelle et Némorin, perduda
- 1826-1833: Les Francs-juges, partitura incompleta, op. 3
- 1834–1838: Benvenuto Cellini, op. 23
- 1841-1847: La Nonne sanglante, inacabada
- 1846: La Damnation de Faust, llegenda dramàtica, destinada al concert, op. 24
- 1856-1858: Les Troyens, op. 29
- 1860-1862: Béatrice et Bénédict, op. 27  Duet (?·pàg.)

#### Obra vocal i coral
- 1824: Messe solennelle, retrobada l'any 1992 tot i que Berlioz pretenia haver-la destruït
- 1827: La Mort d'Orphée
- 1828: Herminie
- 1829: Le Ballet des ombres
- 1829: La Mort de Cléopâtre
- 1831–1835: Le 5 mai
- 1832: Lélio ou le retour à la vie, monodrama líric, destinada al concert, op. 14b
- 1837: Grande Messe des morts o Rèquiem, op. 5
- 1840–1841: Les nuits d'été, op. 7
- 1846: Le Chant des chemins de fer, op. 19 n° 3
- 1849-1851: Tristia, op. 18
- 1850-1854: L'Enfance du Christ, trilogia sacra, destinada al concert, op. 25
- 1849–1855: Te Deum, op. 22

## Curiositats
- L'organista i compositor alemany Friedrich Wilhelm Stade (1817-1902) fou el primer a fer interpretar a Alemanya el seu Rèquiem, la Simfonia Fantàstica i Roméo et Juliette.

### Selecció de gravacions
- Cantates du Prix de Rome: Herminie, La Mort de Cléopâtre, La Mort de Sardanapale, La Mort d'Orphée, Orchestre national de Lille dirigida per Jean-Claude Casadesus ;
- Ouvertures: Carnaval romain, Le corsaire, Les Francs-juges"', Le Roi Lear, Waverley, Orchestre symphonique de Londres, dir. Colin Davis ;
- Huit ouvertures: Carnaval Romain, Benvenuto Cellini, Waverley, Beatrice et Benedict, Le Roi Lear, Les Francs Juges, Les Troyens à Carthages, Le Corsaire, Orchestre symphonique de Montréal dirigida per Charles Dutoit;
- Symphonie fantastique, Orchestre symphonique de Paris, Orchestre symphonique de San Francisco et Orchestre philharmonique de Vienne, dirigida per Pierre Monteux ;
- Symphonie fantastique, Orchestre du Concertgebouw d'Amsterdam dirigida per Colin Davis ;
- Symphonie fantastique, Orchestre symphonique de Boston dirigida per Charles Münch ;
- Symphonie fantastique, Orchestre philharmonique de New York dirigida per Dimitri Mitropoulos ;
- Symphonie fantastique, Orchestre symphonique de Detroit dirigida per Paul Paray ;
- Symphonie fantastique, Orchestre symphonique de San Francisco dirigida per Michael Tilson Thomas ;
- Harold en Italie, William Primrose (alto), Orchestre philharmonique royal, dirigida per sir Thomas Beecham ;
- Harold en Italie, Wolfram Christ (alto), Orchestre philharmonique de Berlin, dirigida per Lorin Maazel ;
- Roméo et Juliette, Chœur du conservatoire de Nouvelle-Angleterre et Orchestre symphonique de Boston, dirigida perSeiji Ozawa ;
- Les Nuits d'été, Régine Crespin, Orchestre de la Suisse Romande dirigida per Ernest Ansermet ;
- Benvenuto Cellini, Chœur de Covent Garden, Orchestre symphonique de la BBC dirigida per Colin Davis ;
- Benvenuto Cellini, Chœur de Radio France, Orchestre national de France dirigida per John Nelson (premier enregistrement de la version originale dite Paris I) ;
- Les Troyens, Chœur et Orchestre de Covent Garden, direction Colin Davis (premier enregistrement mondial de l'œuvre) ;
- Les Troyens version intégrale, Chœur et Orchestre symphonique de Montréal, dirigida per Charles Dutoit ;
- Les Troyens, Monteverdi Choir, Orchestre Révolutionnaire et Romantique dirigida per John Eliot Gardiner ;
- La Damnation de Faust, chœur et Orchestre symphonique de Londres, dir. Colin Davis ;
- La Damnation de Faust, Chœur et Orchestre symphonique de Chicago dirigida per sir Georg Solti ;
- L'Enfance du Christ, chœurs John Alldis, Orchestre symphonique de Londres dirigida per Colin Davis ;
- Messe solennelle, Chœur et Orchestre de la Philharmonie Nationale de Cracovie. Direction : Jean-Paul Penin. Création française et premier enregistrement mondial (Accord-Universal, Radio-France et France-Télévision, Basilique de Vézelay, 7 octobre 1993) ;
- Messe Solennelle Monteverdi Choir, Orchestre Révolutionnaire et Romantique dirigida per John Eliot Gardiner;
- Requiem - Grande Messe des Morts, Orchestre symphonique de Boston dirigida per Charles Münch ;
- Requiem - Grande Messe des Morts, Orchestre symphonique de la Radiodiffusion bavaroise dirigida per Charles Münch ;
- Requiem - Grande Messe des Morts, Chœurs et Orchestre symphonique d'Atlanta dirigida per Robert Spano ;
- Requiem - Grande Messe des Morts, Chœurs du Festival Tanglewood et Orchestre symphonique de Boston dirigida per Seiji Ozawa ;
- Requiem - Grande symphonie funèbre et triomphale, Orchestre symphonique de Londres dirigida per Colin Davis ;
- Te Deum, Orchestre symphonique de Londres dirigida per Claudio Abbado.